# Cirolana pilosa
Cirolana pilosa är en kräftdjursart som beskrevs av Yu och Li 200. Cirolana pilosa ingår i släktet Cirolana och familjen Cirolanidae. Inga underarter finns listade i Catalogue of Life.